# Hydraecia murciegoi
Hydraecia murciegoi är en fjärilsart som beskrevs av Fernandez 1933. Hydraecia murciegoi ingår i släktet Hydraecia och familjen nattflyn. Inga underarter finns listade i Catalogue of Life.